# Habranthus ischihualastus
Habranthus ischihualastus är en amaryllisväxtart som beskrevs av Pierfelice Ravenna. Habranthus ischihualastus ingår i släktet Habranthus och familjen amaryllisväxter. Inga underarter finns listade i Catalogue of Life.